# Stazione di Catanzaro Lido
La stazione di Catanzaro Lido è la principale stazione ferroviaria della città di Catanzaro, posta sulla ferrovia Jonica e punto di diramazione della linea per Lamezia Terme. È situata a 8 metri s.l.m. nel quartiere omonimo del capoluogo calabrese.
Con un traffico giornaliero di 1928 passeggeri rappresenta uno dei maggiori nodi per il trasporto ferroviario regionale della Calabria.
Costituisce punto d'interscambio con l'omonima stazione delle Ferrovie della Calabria, capolinea della linea per Cosenza.

## Storia
Costruita dalla Società per le Strade Ferrate del Mediterraneo nel 1875, fu subito considerata un nodo importantissimo per la comunicazione tra il versante Jonico e quello Tirrenico in ambito ferroviario. Tale importanza, tuttavia, la portarono ad essere oggetto di bombardamenti alleati durante la seconda guerra mondiale. Dopo la guerra, ci fu per Catanzaro Lido una nuova luce, così la stazione venne ricostruita nella sua veste attuale, oltre a risistemare l'intero deposito locomotive e scalo merci. Nel 2007 un sostanzioso restyling ne ha rinnovato l'aspetto, oltre a renderla più sicura e accogliente. Sul primo binario, tra l'altro, sorge una lapide in memoria dei ferrovieri caduti nella seconda guerra mondiale, anche a ricordo dei bombardamenti che la stazione stessa ha subito.

## Situazione attuale

### Fabbricato viaggiatori

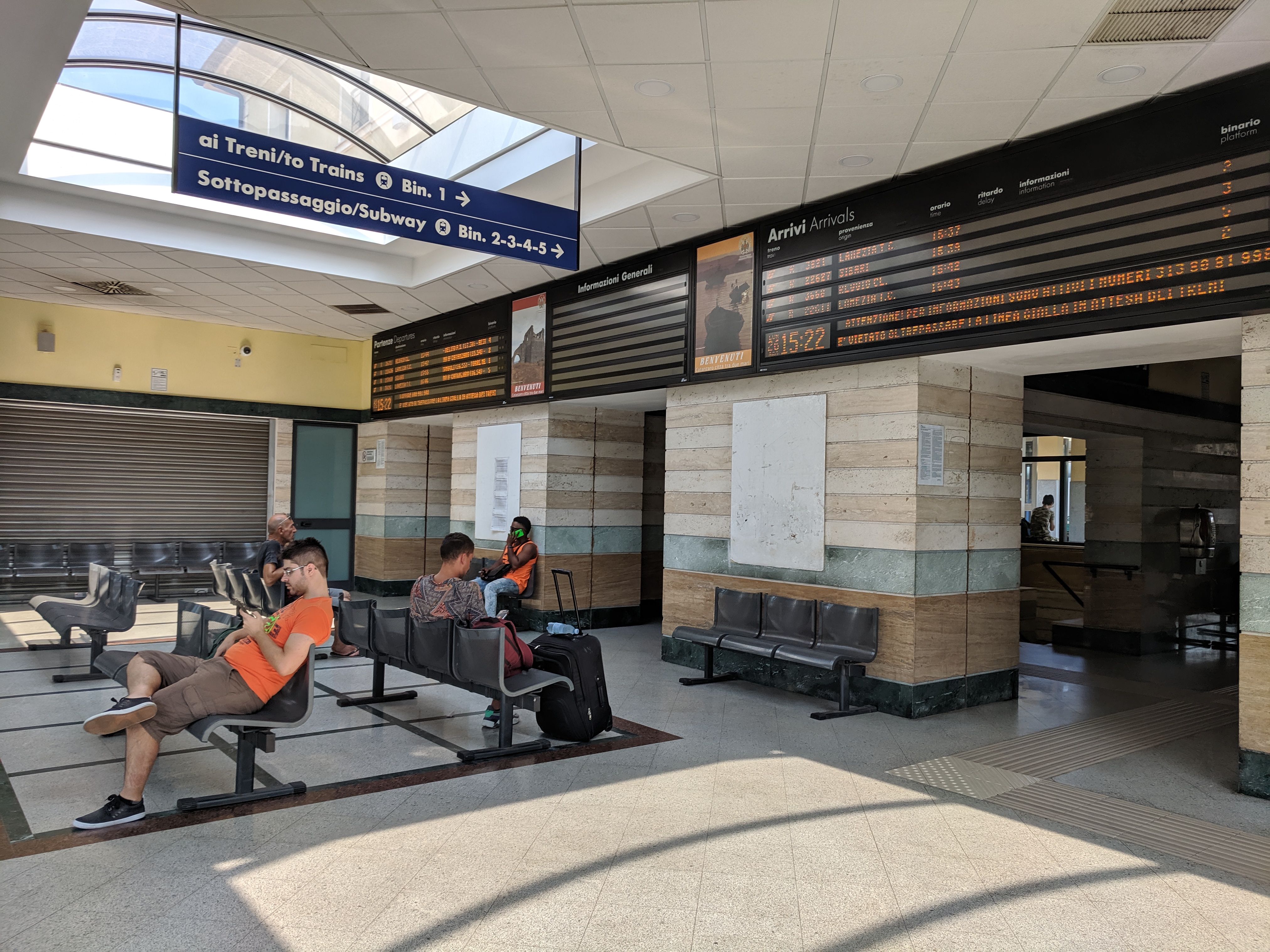
Sala d'attesa

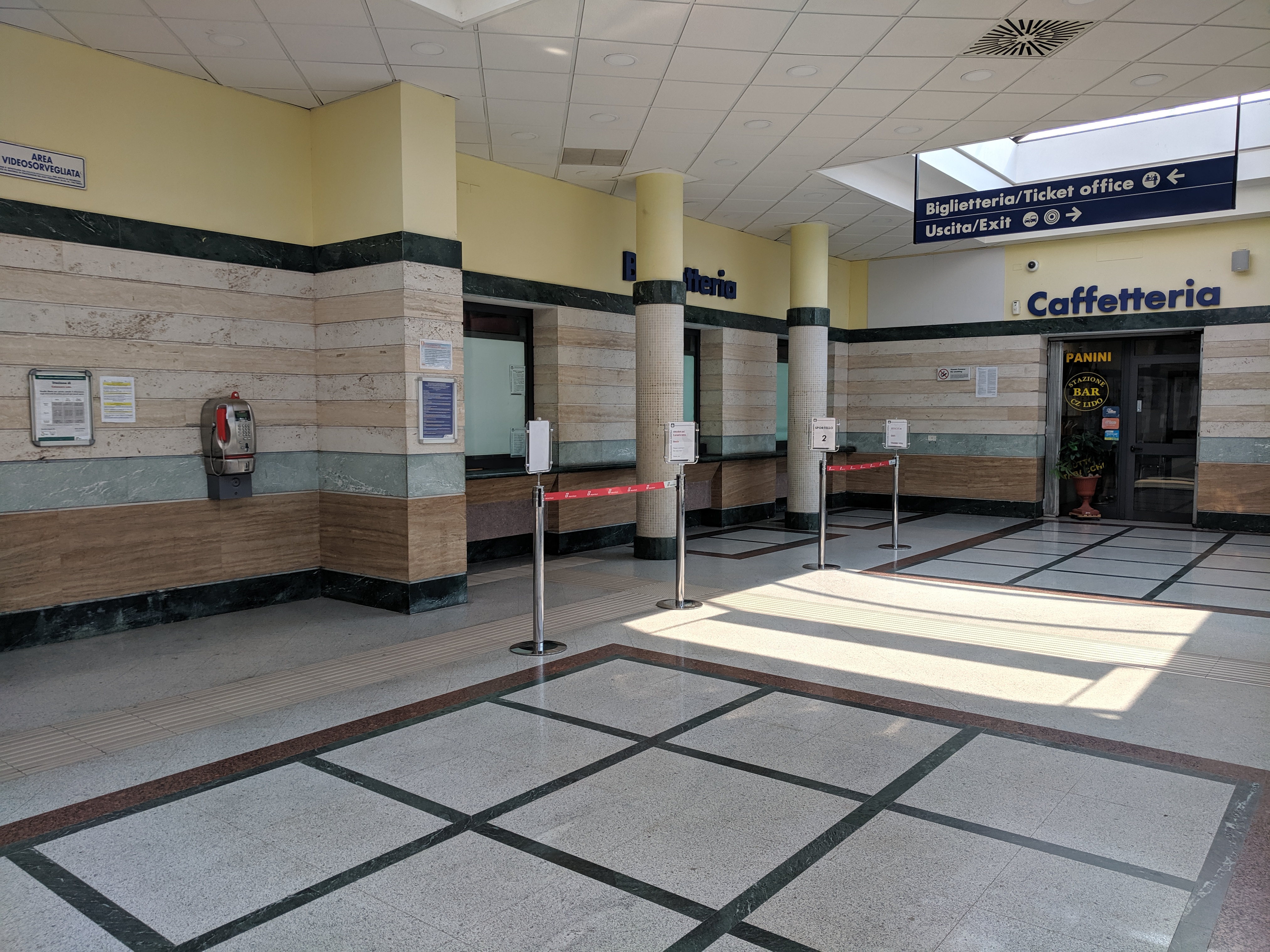
Bar e biglietteria

La stazione è stata oggetto di un importante restyling nel 2007 a cura di Centostazioni società di RFI. Prima di tale data, le condizioni della stazione erano fatiscenti. 
I lavori effettuati hanno mantenuto il suo design storico (lato binari) introducendo elementi di modernità lato strada. Infatti, per quanto riguarda il lato binari, si è conservata e restaurata la struttura originale anche nei suoi stessi colori, oltre alla riverniciatura della pensilina del primo binario. Dal lato strada i maggiori interventi hanno comportato la costruzione di un'estesa pensilina in plexiglas azzurrino sostenuto da una struttura in ferro a coprire il sottopassaggio e l'ingresso del fabbricato viaggiatori, che presenta un grande atrio, luminoso grazie alle numerose vetrate e nel quale hanno sede panchine, una piccola edicola, i tre sportelli della biglietteria e l'ingresso al bar. Ci sono due ingressi sul primo binario, tra i quali sorge la scalinata per accedere al sottopassaggio, struttura spaziosa, fornita di monitor informazioni, impianto acustico e utile non solo al movimento interno alla stazione ma anche alla mobilità pedonale tra il centro del quartiere Marina e il lato verso il quartiere Fortuna, che prima era vincolato al vecchio e storico ponte in ferro che scavalca tutti i binari della stazione. Tutte le banchine, inoltre, sono fornite di tabelloni luminosi contenenti informazioni sui treni in partenza, di pensiline e anche di un distributore di bevande sulla banchina tra secondo e terzo binario. La linea non è elettrificata e pertanto la stazione è servita da treni a trazione Diesel.

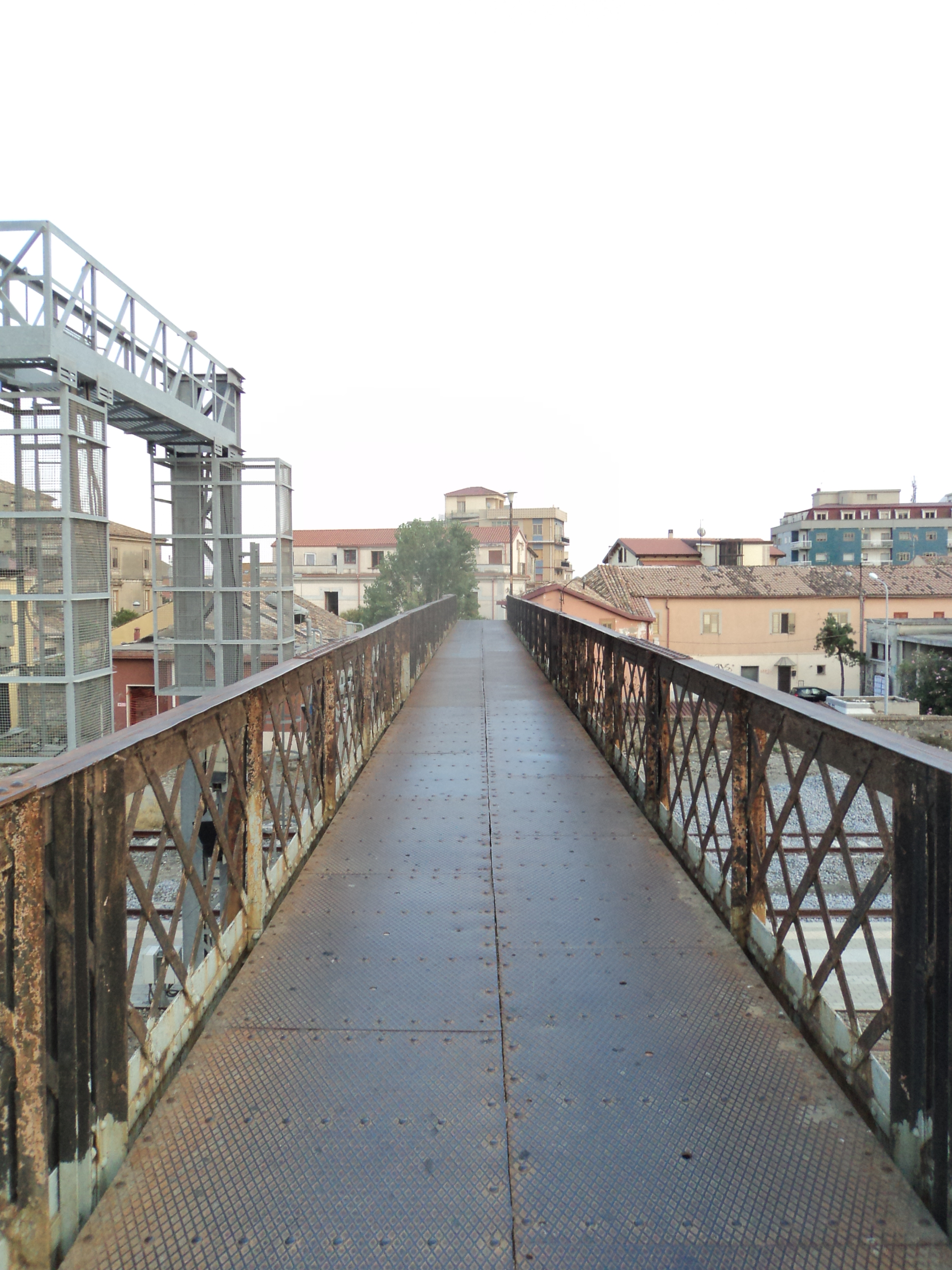
Ponte del 1928, che sovrasta la stazione. Collegava i quartieri Fortuna e Lido

### Piano binari

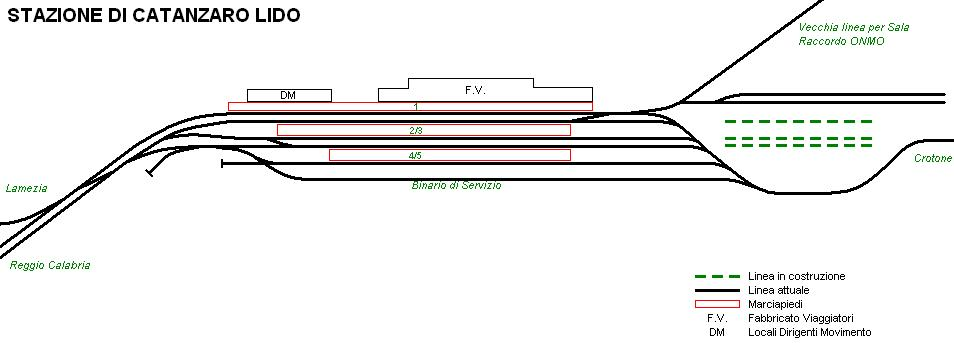
Schema del piano binari di Lido

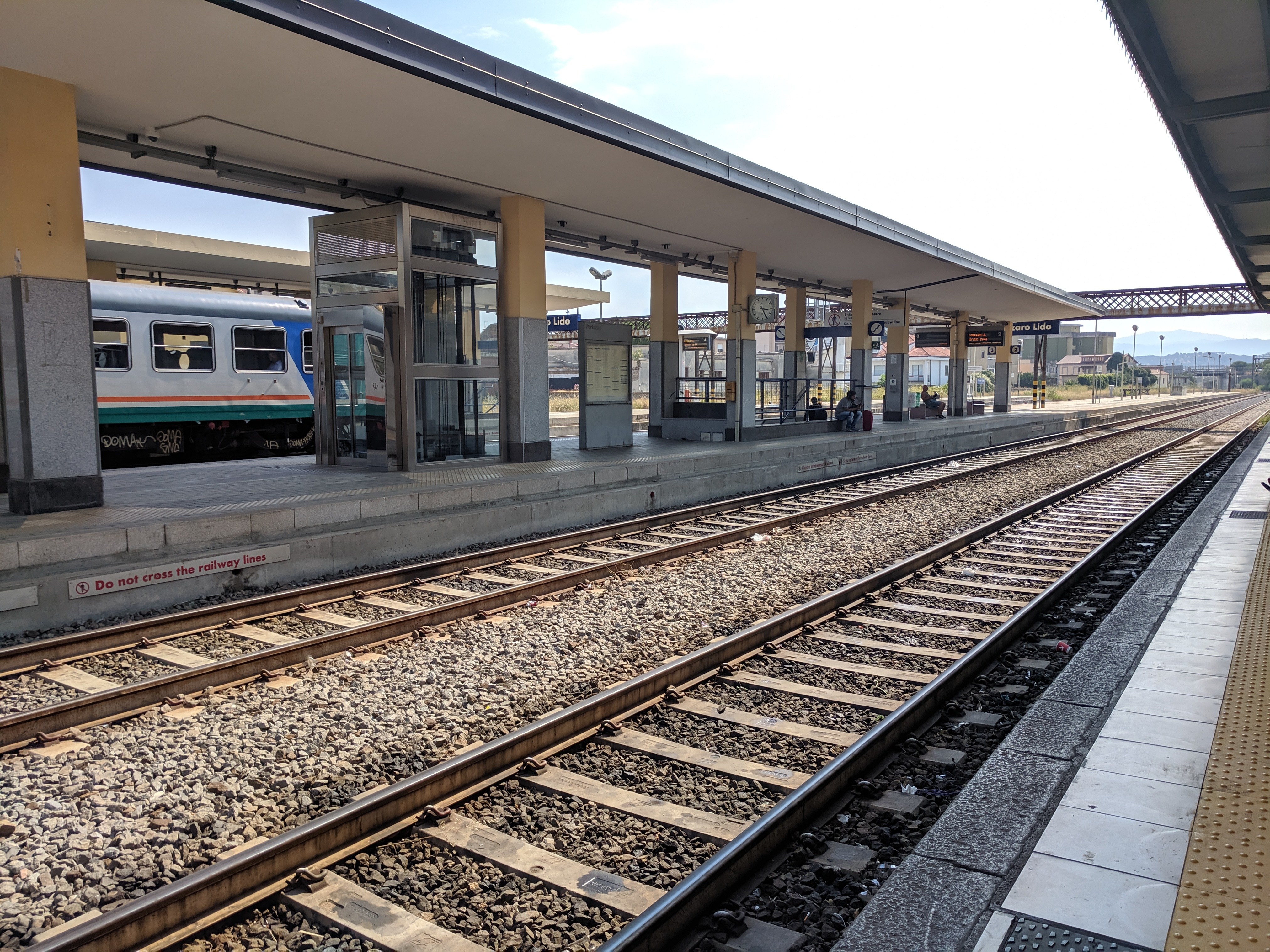
Vista binari

La stazione di Catanzaro Lido presenta 5 binari atti al servizio viaggiatori, più un sesto per la sosta di mezzi di servizio o carrozze passeggeri in ricovero. Con la costruzione della variante Catanzaro Lido - Settingiano via Germaneto è stato eliminato il vincolo che consisteva nella possibilità che i treni arrivassero/partissero da e per Lamezia solo dal primo e dal secondo binario. Tale variante ha radicalmente cambiato l'intero piano binari della stazione. È presente anche un raccordo per l'ONMO (Officina Nazionale Mezzi d'Opera) di fianco alla vecchia linea per Lamezia, nei pressi del quale spesso sostano mezzi per la manutenzione della strada ferrata sia di RFI che dell'impresa Ventura di Paola.

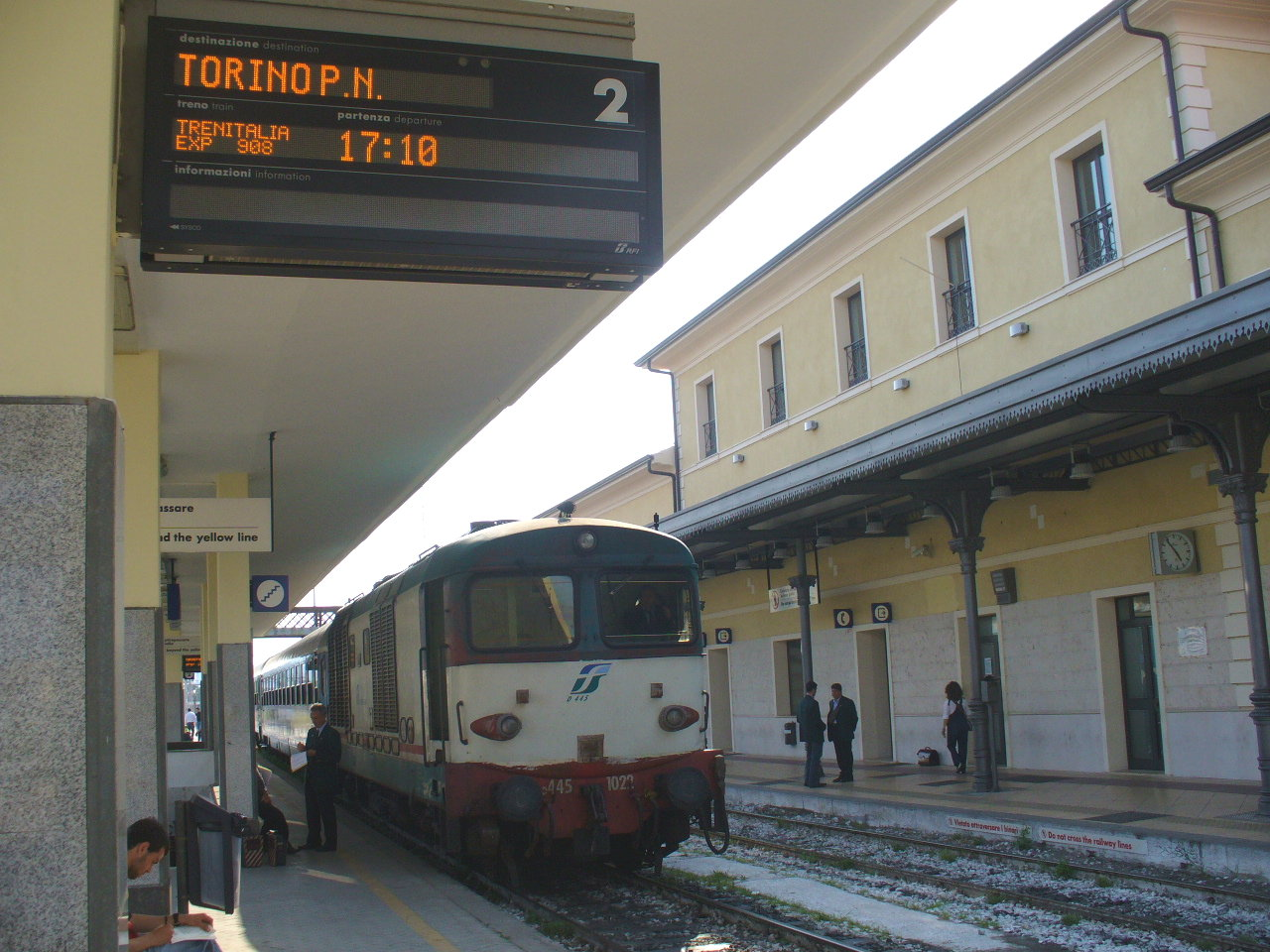
Espresso in partenza dal binario 2 della stazione di Catanzaro Lido per Torino Porta Nuova

## Movimento

### Trasporto nazionale
La stazione è servita da treni InterCity che collegano lo scalo con Reggio Calabria, Taranto, Bari e Lecce.
I treni InterCity vengono effettuati con elettrotreni HTR.412.

### Trasporto regionale
La stazione è servita da treni regionali che collegano Catanzaro Lido con:
- Sibari
- Reggio Calabria Centrale
- Crotone
- Lamezia Terme Centrale
- Locri

I treni del trasporto regionale vengono effettuati con ALn 663, ALn 668 in singolo e doppio elemento, dal 2015 in graduale dismissione in favore dei treni ATR.220 Swing e, dal 2023, dei nuovi ibridi Hitachi Blues.

### Trasporto locale
Dalla vicina stazione di Catanzaro Lido (FC), è possibile raggiungere il centro città tramite la linea Catanzaro Lido-Cosenza delle Ferrovie della Calabria, oppure proseguire in direzione Cosenza raggiungendo alcuni comuni quali Gimigliano, Decollatura, Soveria Mannelli.

## Officina Manutenzione Locomotive e Deposito
In direzione Crotone sorge il Deposito Locomotive, che svolge anche il ruolo di O.M.L. della Divisione Trasporto Regionale (D.T.R. Calabria), effettuando controlli periodici su tutto il parco rotabili in assegnazione a Catanzaro Lido, oltre a garantirne il ricovero quando essi non sono in servizio. Il deposito si suddivide in due capannoni immediatamente adiacenti, di cui quello lato Nord solitamente riservato alle automotrici e ai locomotori da manovra (in atto a Catanzaro Lido è in servizio un solo D.214), mentre quello più nelle vicinanze della linea attiva accoglie spesso anche locomotive Diesel da treno. È dotato anche di piattaforma girevole, platea di lavaggio coperta per automotrici e scoperta (nelle immediate vicinanze della stazione) per le carrozze passeggeri e dotata anche di un meccanismo automatizzato di lavaggio.
Nelle vicinanze del deposito sorge il Dopolavoro Ferroviario, con un edificio adibito a ritrovo e, accanto, un campo di calcio a 5. Una locomotiva a vapore del gruppo 625 è monumentata al suo interno.
A Catanzaro Lido sono assegnate locomotive D.345 e automotrici ALn 668 serie 1000, impiegate per il trasporto regionale sulla ferrovia Jonica.

## Servizi
La stazione di Catanzaro Lido è accessibile ai portatori di disabilità e dispone di:
- Bar
- Biglietteria a sportello
- Biglietteria automatica
- Negozi
- Posto di Polizia ferroviaria
- Sala d'attesa
- Servizi igienici

## Interscambi
- Fermata autobus
- Stazione taxi